# العلاقات الأمريكية الموريشيوسية
العلاقات الأمريكية الموريشيوسية هي العلاقات الثنائية التي تجمع بين الولايات المتحدة وموريشيوس.

## مقارنة بين البلدين
هذه مقارنة عامة ومرجعية للدولتين:
| وجه المقارنة                                              | الولايات المتحدة                                                                                                  | موريشيوس                 |
| --------------------------------------------------------- | --- | ------------------------ |
| المساحة (كم2)                                             | 9.83 مليون | 2.04 ألف                 |
| عدد السكان (نسمة)                                         | 311.58 مليون | 1.26 مليون               |
| الكثافة السكانية (ن./كم²)                                 | 31.7 | 617.65                   |
| العاصمة                                                   | واشنطن العاصمة | بورت لويس                |
| اللغة الرسمية                                             | لغة إنجليزية | لغة إنجليزية، لغة فرنسية |
| العملة                                                    | دولار أمريكي | روبي موريشي              |
| الناتج المحلي الإجمالي (بليون دولار)                      | 19.39 تريليون | 13.34 مليار              |
| الناتج المحلي الإجمالي (تعادل القوة الشرائية) بليون دولار | 18.04 تريليون | 25.36 مليار              |
| الناتج المحلي الإجمالي الاسمي للفرد دولار أمريكي          | 56.12 ألف | 9.25 ألف                 |
| الناتج المحلي الإجمالي للفرد دولار أمريكي                 | 54.63 ألف | 18.59 ألف                |
| مؤشر التنمية البشرية                                      | 0.920 | 0.777                    |
| رمز المكالمات الدولي                                      | +1 | +230                     |
| رمز الإنترنت                                              | .us، حكومة، .mil، Edu.                                                                                            | .mu                      |
| المنطقة الزمنية                                           | توقيت ساموا الأمريكية، توقيت أطلنطي موحد، منطقة زمنية وسطى، توقيت ألاسكا ‏، المنطقة الزمنية الجبلية، توقيت تشامرو ‏ | ت ع م+04:00              |

## منظمات دولية مشتركة
يشترك البلدان في عضوية مجموعة من المنظمات الدولية، منها:
| علم المنظمة | اسم المنظمة                               | تاريخ انضمام الولايات المتحدة | تاريخ انضمام موريشيوس |
| ----------- | ----------------------------------------- | ----------------------------- | --------------------- |
|             | المنظمة الهيدروغرافية الدولية             | ?                             | ?                     |
|             | الفريق المعني برصد الأرض                  | ?                             | ?                     |
|             | منظمة حظر الأسلحة الكيميائية              | ?                             | ?                     |
|             | الاتحاد الدولي للاتصالات                  | 1 يوليو 1908                  | 30 أغسطس 1969         |
|             | منظمة الشرطة الجنائية الدولية             | ?                             | ?                     |
|             | البنك الإفريقي للتنمية                    | ?                             | ?                     |
|             | المركز الدولي لتسوية المنازعات الاستشارية | 14 أكتوبر 1966                | 2 يوليو 1969          |
|             | وكالة ضمان الاستثمار متعدد الأطراف        | 12 أبريل 1988                 | 28 ديسمبر 1990        |
|             | منظمة التجارة العالمية                    | ?                             | ?                     |
|             | يونسكو                                    | 4 نوفمبر 1946                 | 25 أكتوبر 1968        |
|             | مؤسسة التنمية الدولية                     | 24 سبتمبر 1960                | 23 سبتمبر 1968        |
|             | الأمم المتحدة                             | 24 أكتوبر 1945                | 24 أبريل 1968         |
|             | الاتحاد البريدي العالمي                   | ?                             | ?                     |
|             | البنك الدولي للإنشاء والتعمير             | 27 ديسمبر 1945                | 23 سبتمبر 1968        |
|             | مؤسسة التمويل الدولية                     | 20 يوليو 1956                 | 23 سبتمبر 1968        |

## وصلات خارجية
- موقع وزارة الخارجية الأمريكية